# Lokalgata
En lokalgata är en stadsplaneringsterm för en gata som, till skillnad från huvudgatan, är avsedd för trafik inom området. En lokalgata är smal och saknar i allmänhet trafikljus.
En lokalgata kan vara märkt som gårdsgata. Ordet förekommer i svenskan från 1980.